# Michael Harrington (Politikwissenschaftler)

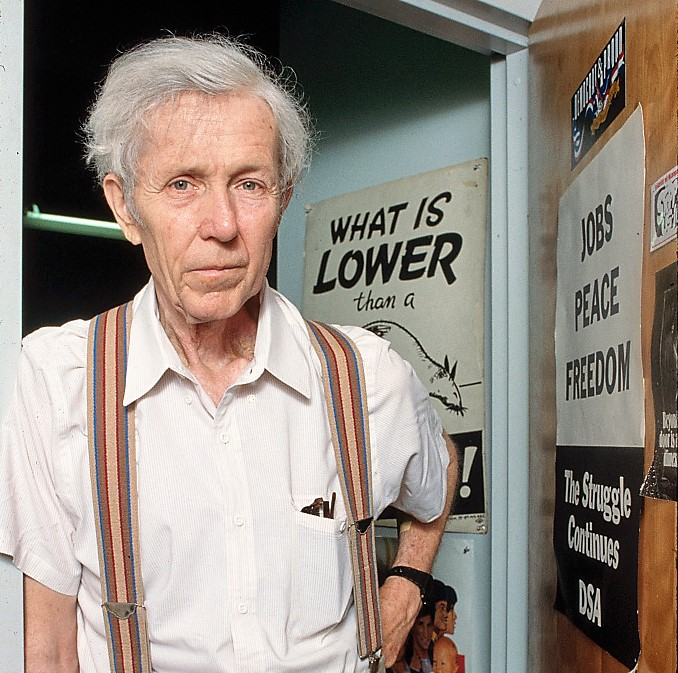
Michael Harrington, 1988

Edward Michael Harrington (* 24. Februar 1928 in St. Louis, Missouri; † 31. Juli 1989 in Larchmont, New York) war ein amerikanischer demokratischer Sozialist, Buchautor, politischer Aktivist, Professor für Politikwissenschaft und Radiosprecher. Sein Buch The Other America war eine Grundlage der Johnson-Administration im Kampf gegen die Armut (War on Poverty) in den USA.

## Leben
Er besuchte die Saint Louis University High School, das College of the Holy Cross, die University of Chicago (MA in Englischer Literatur) und die Yale Law School. Als junger Mann interessierte er sich für Politik und Katholizismus. Konsequent schloss er sich der katholischen Arbeiterbewegung von Dorothy Day an. Er liebte Streitgespräche über Kultur und Politik und seine Ausbildung in einem Jesuitenkonvent machte ihn zu einem großen Redner und Freund von Debatten. Von 1951 bis 1953 war Harrington Herausgeber des The Catholic Worker. Von der Religion desillusioniert – auch wenn er eine gewisse Zuneigung zum katholischen Glauben beibehielt – bekannte er sich letztendlich zum Atheismus.

### Harrington wird Sozialist
Die Entfremdung vom Glauben ging einher mit einem wachsenden Interesse am Marxismus. Harrington verließ den The Catholic Worker und wurde Mitglied der Gruppe Liga Unabhängiger Sozialismus (Independent Socialist League), einer kleinen Organisation, die sich an den früheren Trotzkisten Max Shachtman anlehnte. Harrington und Shachtman glaubten, dass Sozialismus mit dem Versprechen eine gerechte und wirklich demokratische Gesellschaft zu schaffen, nicht in einem autoritären kommunistischen System verwirklicht werden könne. Beide waren sie äußerst kritisch gegenüber dem bürokratischen Kollektivismus der Staaten Osteuropas und in anderen Teilen der Welt.
Harrington wurde Mitglied der Sozialistischen Partei von Amerika (SPA), als diese mit der Organisation Shachtmans fusionierte. Harrington setzte sich dafür ein, in der Demokratischen Partei weiterzuarbeiten anstatt eigene sozialistische Kandidaten aufzustellen.

### Tätigkeiten
Während dieser Zeit schrieb Harrington sein Buch Armut in den Vereinigten Staaten. Dieses übte großen Einfluss auf die Politik John F. Kennedys und Lyndon B. Johnsons gegen die Armut aus. Harrington wurde ein vielbeachteter Buchautor und Schreiber politischer Kolumnen. Er debattierte nicht nur mit Konservativen, sondern es kam auch zu Auseinandersetzungen mit jungen Radikalen der Neuen Linken. Er nahm an der SDS-Konferenz (Students for a Democratic Society) von 1960 in Michigan teil. Dieses Memorandum setzte sich seiner Meinung nach in der Endfassung nicht stark genug vom existierenden Kommunismus ab. Arthur M. Schlesinger nannte ihn deswegen den „einzigen verantwortungsbewussten Radikalen“ in Amerika. Sein Bekanntheitsgrad machte ihn zu einem Hauptgegner von Präsident Nixon.
In den frühen 1970er Jahren wurde Shachtman zu einem liberalen Falken gegen den Kommunismus. Shachtman und die Führung der SPA unterstützten den Vietnamkrieg und führten eine Umbenennung der Partei in Social Democrats USA herbei. Dies führte zur Auflösung der SPA. Unter Protest führte Harrington eine Anzahl jüngerer Sozialisten und Aktivisten in das Demokratisch Sozialistische Organisationskomitee. Eine weitere kleine Fraktion fand sich zusammen um den Friedensaktivisten David McReynolds, der die Sozialistische Partei der USA gründete.
In den frühen 1980er Jahren verband sich das Demokratisch-Sozialistische-Organisationskomitee mit der Neuen Amerikanischen Bewegung, einer Organisation von ehemaligen Mitgliedern der Neuen Linken. Sie formierten sich zur Gruppe Demokratische Sozialisten Amerikas. Diese Organisation wiederum stellt zurzeit das wichtigste amerikanische Mitglied in der Sozialistischen Internationale dar. In der Sozialistischen Internationale sind sozialistische und sozialdemokratische Parteien organisiert wie die Schwedische Sozialdemokratische Partei, die Sozialdemokratische Partei Deutschlands (SPD), Nicaraguas FSLN und die britische Labour Party. Harrington stand den Democratic Socialists von 1982 bis 1989 als Chairman vor.

## Akademische Laufbahn
Harrington wurde 1972 zum Professor der Politikwissenschaft am Queens College in New York ernannt. Er starb 1989 an einem Krebsleiden. Während seiner Lebenszeit war er der bekannteste amerikanische Sozialist.